# Scooby-Doo and the Cyber Chase
Scooby-Doo e a Caçada Virtual (Scooby-Doo and the Cyber Chase, titulo original) é um filme de animação de mistério, comédia e ficção científica, e foi lançado direto no vídeo no dia 9 de outubro de 2001. É o quarto filme de uma série de filmes baseados na famosa série animada de Scooby-Doo de Hanna-Barbera, e também foi o último a ser produzido pela Hanna-Barbera  como estúdio de animação, até ser absorvido pela Warner Bros. Animation em 22 de março de 2001, que depois de absorver o estúdio, assumiu toda produção ligada à HB.
O filme é a última produção de Hanna-Barbera a ser executada por William Hanna e Joseph Barbera, antes de Hanna falecer em 22 de março de 2001. Também é o quarto e último filme direto do Scooby-Doo a ser animado no exterior, pelo estúdio de animação japonês Mook Animation . Juntamente com outro filme Aloha, Scooby-Doo!, fez parte do primeiro relançamento do Scooby-Doo em Blu-ray, lançado no dia 5 de abril de 2011.
O filme também presta tributo à William Hanna que faleceu em março de 2001, aos 90 anos.
O filme marca a estreia da dubladora Gray DeLisle como a nova voz de Daphne Blake após a morte de Mary Kay Bergman em 1999. Também é o último filme em que Scott Innes dublou Scooby-Doo e Salsicha, assim como o último filme em que BJ Ward dublou Velma.
No mesmo ano, foi lançado um videogame baseado no filme desenvolvido pela THQ para os consoles do PlayStation e Game Boy Advance . Este é o primeiro videogame do Scooby-Doo a estar em um computador de mão da sexta geração.
Depois deste filme, não foram lançados nenhum filme de Scooby-Doo onde apresentavam criaturas sobrenaturais reais, até o lançamento de Scooby-Doo! e o rei dos duendes .

## Enredo
A turma do Mistério S.A vai na universidade fazer uma visita a um antigo amigo chamado Eric Staufer, que esta desenvolvendo um experimento com um laser capaz de transmitir objetos para o ciberespaço, com o apoio do professor Kaufman e seu melhor amigo Bill McLemore. Quando eles chegam, Eric conta que ontem a noite uma criatura virtual - apelidada como Vírus Fantasma - emergiu de repente e de forma realista, através de um jogo em desenvolvimento baseado nas aventuras anteriores da Mistério S.A e tentou atacar, mas fugiu devido a um imã gigante que causou interferência e fugiu, agora esta a solta pelo campus.
A turma vai à caça do Vírus Fantasma mas infelizmente, toda a gangue, incluindo o vírus, é teletransportada para o jogo depois que uma pessoa desconhecida ativa o laser. Deixados sem outra opção, a gangue precisa completar os dez níveis de mistério e aventuras para completar o jogo, a fim de escapar dele, o principal objetivo do jogo é encontrar uma caixa de Scooby Snax para completar cada nível. Enquanto isso, O vírus fantasma tenta impedir seus esforços em cada nível.

## Dubladores
- Scott Innes como Scooby-Doo, Shaggy Rogers, Cyber-Scooby-Doo, Cyber-Shaggy, Creeper (sem créditos)
- Frank Welker como Fred Jones, Cyber-Fred, Gladiator Lion (sem créditos)
- Gray DeLisle como Daphne Blake, Cyber-Daphne (sem créditos)
- BJ Ward como Velma Dinkley, Cyber-Velma (sem créditos)
- Joe Alaskey como oficial Wembley
- Bob Bergen como Eric Staufer
- Tom Kane como Professor Kaufman
- Mikey Kelley como Bill McLemore
- Gary Sturgis como vírus fantasma
- Glenn Shadix como Tar Monster (sem créditos)
- Michael Brandon como Skeleton Gladiator (sem créditos)
- Rob Paulsen como Gator Ghoul (sem créditos)
- Doug Preis como Old Iron Face (sem créditos)
- Chris Phillips como Jaguaro (sem créditos)
- Rodger Bumpass como Skeleton Gladiator # 2 (sem créditos)
- Matthew Labyorteaux como Gladiador Esqueleto # 3

## Produção
Este é o quarto filme de Scooby direto em vídeo, além de ser o último trabalho em que a equipe original dos três filmes anteriores trabalhou. Esta equipe foi liderada por Davis Doi e incluía Glenn Leopold, Jim Stenstrum, Lance Falk e muitos outros artistas. Eles já haviam entrado em conflito com os executivos do estúdio, que sugeriram roteiristas externos para o segundo filme de Scooby Doo e O Fantasma da Bruxa . Para este filme, era a mesma situação: os executivos recomendaram Mark Turosz, um escritor já contratado pela Warner Bros. mas que tinha pouca experiência com animação. A equipe produziu o primeiro filme de Scooby Doo na Ilha do Zumbi, e o terceiro, Invasores Alienígenas, com total autonomia e foram insultados pela insistência de Warner em usar o roteiro de Turosz.
A equipe principal recebeu duras criticas devido ao rascunho do roteiro de Turosz, de acordo com Falk, o roteiro foi considerado uma regressão em termos do potencial da franquia. Eles sentiram que seu ritmo e sua trama eram insatisfatórios. Além disso, ele teria sido formatado de maneira inadequada e parecia que não estava familiarizado com a franquia. Por exemplo, o script incluía movimentos de câmera muito complicados, impossíveis de realizar com o baixo orçamento. Como resultado, a equipe original decidiu seguir para outros projetos após a conclusão do filme. O próximo filme do Scooby Doo, Legend of the Vampire, também foi escrito por Turosz.
No começo, Stenstrum sugeriu que eles explorassem o uso de atores reais para as cenas ambientadas dentro do videogame, mas a ideia foi rapidamente abandonada. Dentre os quatro primeiros filmes, A Perseguição Cibernética apresentou uma grande variedade de artista em storyboard, já que a equipe estava com restrições de tempo significativas e precisava de ajuda adicional. O filme também foi o último da série de filmes de Scooby Doo a apresentar animação produzida no estúdio japonês Mook Animation.

## Recepção
Embora o filme tenha apresentado uma falta de consenso crítico na história, o filme obteve 60% de aprovação no Rotten Tomatoes, baseado em cinco críticas. A Common Sense Media deu ao filme duas de cinco estrelas, dizendo: "A gangue está presa em um videogame; perigo, violência em desenho animado."

## Lançamento em Mídia Doméstica
Scooby-Doo e a Perseguição Cibernética foi lançado no dia  9 de outubro de 2001 para os formatos VHS e DVD. No dia 29 de março de 2011, foi relançado em Blu-ray e este foi o primeiro filme animado do Scooby-Doo a ser produzido em formato de alta definição.